# Lajpcig
Lajpcig (glsrp. i dlsrp. Lipsk) je osmi po veličini grad u Nemačkoj i najveći grad savezne države Saksonija. Leži na ušću reka Beli Elster, Parta i Plajsa (Pleiße), na svega 160 km jugozapadno od Berlina. Prema podacima iz 2020. u njemu je živelo 597.493 stanovnika (1.049.025 u široj urbanoj zoni). Zajedno s Haleom (na reci Zale) formira konurbaciju poznatu pod nazivom Lajpcig–Hale, a između ova dva grada nalazi se i istoimeni aerodrom.
Lajpcig je stari trgovački grad, poznat još iz doba Svetog rimskog carstva. Nalazio se na raskršću dve najznačajnije srednjovekovne trgovačke rute – Via Regia („Put kraljeva”) i Via Imperii („Put careva”). U prošlosti je bio jedan od glavnih evropskih centara obrazovanja i kulture, naročito u oblasti izdavaštva i muzike (kako klasične, tako i alternativne, got muzike). Lajpciška opera spada u najprominentnije operske kuće u Nemačkoj. U gradu se nalazi i Visoka škola za muziku i pozorište Feliks Mendelson Bartoldi. Lajpciški Gevanthaus orkestar (Leipzig Gewandhaus Orchestra) osnovan je 1743. i predstavlja jedan od najstarijih ansambala na svetu. Johan Sebastijan Bah jedan je od brojnih kompozitora koji su živeli i radili u Lajpcigu. Fridrih Šiler je upravo u ovom gradu 1785. godine napisao čuvenu „Odu radosti” koju je Ludvig van Betoven 1823. godine uvrstio u četvrti stav svoje Simfonije br. 9.
Prema istraživanju nemačkog instituta za istraživanje tržišta GfK spada među najpoželjnije gradove za život u Nemačkoj. Jedan je od posećenijih gradova Nemačke s preko 3,6 miliona noćenja u 2019. godini.

## Istorija
Naziv je dobio po lužičkosrpskoj reči lipsk koja označava mesto na kojem rastu lipe.
Prvi pisani trag o Lajpcigu datira iz 1015. godine, kada ga je biskup Titmar Merseburški pomenuo u svojoj hronici kao „urbs Libzi”.
 Status grada 1165. godine dodelio mu je Oto II, markgrof od Majsena. Iste godine ovde je održan je i prvi sajam, što Lajpcig svrstava u gradove s najdužom sajamskom tradicijom.
Univerzitet u Lajpcigu jedan je od najstarijih univerziteta u Evropi i drugi najstariji univerzitet u Nemačkoj. Osnovala su ga braća Fridrih I (elektor Saksonije) i Vilhelm II u decembru 1409. godine. Istaknuti studenti ovog univerziteta bili su Johan Volfgang Gete, Fridrih Niče, Robert Šuman, Rihard Vagner, baron Lajbnic, Tiho Brahe, Angela Merkel, kao i devet dobitnika Nobelove nagrade.
Tokom Tridesetogodišnjeg rata dve bitke vodile su se u Brajtenfeldu (1631. i 1642. godine), na oko 6 km severno od Lajpciga, a sukobljene strane bile su Protestantska unija (koju su predvodile Švedska i Elektorat Saksonija) i Katolička liga (Sveto rimsko carstvo i Kraljevina Ugarska). Obe bitke završene su pobedom protestanata.
U decembru 1701. uveden je sistem ulične rasvete (čak 700 fenjera). U ovu svrhu grad je unajmio tzv. čuvare fenjera koji su imali zadatak da se staraju da fenjeri budu upaljeni u tačno određeno vreme, kao i da ih  gase u utvrđenim terminima.
Bitka kod Lajpciga ili Bitka naroda (16–19. oktobar 1813) smatra se najvećom bitkom pre Prvog svetskog rata. Vodila se između Prvog francuskog carstva s jedne strane i Ruske Imperije, Austrijskog carstva, Pruske i Švedske s druge strane. Upravo ovde je Napoleon doživeo najodlučniji poraz, nakon čega je bio prisiljen da se povuče u Francusku, a nedugo zatim bio je prognan na ostrvo Elba. Bitkom kod Lajpciga nemačke države su oslobođene i okončano je prisustvo Napoleonove vojske istočno od Rajne.
Godine 1839. završena je pruga Lajpcig–Drezden, prva dugačka pruga u Nemačkoj. Lajpcig se postepeno razvio u najvažnije saobraćajno čvorište u centralnoj Nemačkoj, a 1915. završena je izgradnja Glavne železničke stanice Lajpcig, po površini najveće železničke stanice u Evropi.
U maju 1930. godine za gradonačelnika Lajpciga izabran je Karl Fridrih Gerdeler (Carl Friedrich Goerdeler), koji je ostao upamćen kao žestoki protivnik Adolfa Hitlera i nacističkog režima. U proleće 1936. Gerdeler ulazi u sukob sa svojim zamenikom Haakom (pristalicom nacista) koji se zalagao za to da se statua Feliksa Mendelsona ukloni. U jesen 1936. Gerdeler odlazi na poslovni put u Skandinaviju, a u njegovom odsustvu Haak donosi odluku da se Mendelsonov spomenik uništi. Po povratku u Lajpcig Gerdeler optužuje zamenika za nelojalnost i traži obnovu spomenika, ali ne dobija podršku gradskog veća i Rajha, zbog čega podnosi ostavku na funkciju u martu 1937. godine. Gerdeler je pogubljen od strane nacista u februaru 1945. godine.
Početkom 1933. jevrejski preduzetnici su bili primorani da se odreknu svojih poseda i prodavnica. Situacija je postajala sve gora, do te mere da su nacisti bili dovoljno moćni da isteraju Jevreje iz sopstvenih domova i primoraju ih da svoje domove prodaju. U oktobru 1938. Himler je naredio deportaciju poljskih Jevreja iz Lajpciga u Poljsku. U Kristalnoj noći 1938. zapaljena je i uništena neomavarska sinagoga, najstarija i najznačajnija sinagoga u gradu. Svega nekoliko dana kasnije, 11. novembra 1938. godine, mnogi Jevreji deportovani su u koncentracioni logor Buhenvald.
Prema popisu iz 1933. u gradu je živelo preko 11.000 Jevreja, da bi taj broj u 1939. opao na 4500, a u januaru 1942. je sveden na svega 2000. Preostali Jevreji deportovani su u koncentracione logore Aušvic i Terezin. Prema zvaničnim podacima nijedan od deportovanih lajpciških Jevreja nije preživeo logor Aušvic, dok je Terezin preživelo samo 53 Jevreja.
Sve do kraja 1943. godine opasnost od vazdušnih napada bila je mala. Međutim, 4. decembra 1943. godine, britansko Kraljevsko ratno vazduhoplovstvo bacilo je preko 1000 tona konvencionalnih eksploziva na grad, što je rezultiralo smrću od oko 1000 civila. Neposredna blizina brojnih zgrada pogođenih u napadu proizvela je vatrenu oluju koju ni vatrogasci nisu mogli da stave pod kontrolu. Šteta je bila značajna, ali je ipak veći deo gradskog jezgra ostao sačuvan, za razliku od situacije u susednom Drezdenu na koji su Britanci bacili mešavinu razornih eksploziva i zapaljivih bombi i time ga sravnili sa zemljom.
Nakon Drugog svetskog rata ekonomski značaj Lajpciga naglo je opao zbog situacije u sovjetskoj okupacionoj zoni. Planska ekonomija Nemačke Demokratske Republike mu nije bila naklonjena. Pre Drugog svetskog rata Lajpcig je imao razvijenu industriju, naročito uslužnu i kreativnu (najistaknutije je bilo izdavaštvo). U Istočnoj Nemačkoj uslužne delatnosti su uglavnom bile koncentrisane u Istočnom Berlinu, kreativne delatnosti su se preselile u Zapadnu Nemačku, a Lajpcigu je ostala samo teška industrija. Sve ovo uticalo je na to da se broj stanovnika u periodu 1950–1980. smanji za oko 87.000 (14%). Od 1952. do 1990. Lajpcig je bio glavni grad istoimenog okruga, a po broju stanovnika drugi grad po veličini u Istočnoj Nemačkoj, odmah iza Istočnog Berlina.
U oktobru 1989. godine započete su „Demonstracije ponedeljkom”, mirni masovni protesti za svrgavanje komunističkog režima u Istočnoj Nemačkoj. Ponovno ujedinjenje Nemačke nije išlo naruku Lajpcigu. Teška industrija od koje je grad zavisio postala je potpuno neisplativa i došlo je do zatvaranja brojnih fabrika, porasta nezaposlenosti i urbanog propadanja. Od 2000. godine ovaj pad je zaustavljen, a ubrzo je usledio i oporavak, restauracija fasada brojnih istorijskih zdanja, rušenje zapuštenih zgrada, razvoj novih grana industrije i modernizacija saobraćajne infrastrukture.
Danas je Lajpcig važan ekonomski centar u Nemačkoj, a često ga zovu i „Novi Berlin“. Lajpcig je takođe najbrže rastući grad u Nemačkoj.

## Geografija

### Položaj
Lajpcig se nalazi u najjužnijem delu severnonemačke nizije, na ušću reka Beli Elster, Parta i Plajsa (Pleiße). Beli Elster je vodom najbogatija reka u gradu. Predeo je uglavnom ravničarski. Unutar gradskih granica nalazi se nekoliko parkova šuma, dok je područje koje okružuje Lajpcig relativno nepošumljeno. Tokom dvadesetog veka u regionu je postojalo nekoliko površinskih kopova od kojih su mnogi pretvoreni u jezera.
Lajpcig se nalazi na raskrsnici drevnih puteva „Via Regia” (Put kraljeva), koji prolazi kroz Nemačku u pravcu istok–zapad, i „Via Imperii” (Put careva), u pravcu sever–jug. Lajpcig je u srednjem veku bio opasan zidinama, a sadašnji magistralni prsten oko istorijskog centra grada prati liniju starih gradskih zidina.

### Administrativna podela
Od 1992. Lajpcig je administrativno podeljen na 10 okruga i 63 gradske četvrti.
| Okrug       | Broj stanovnika | Površina km² | Broj stanovnika po km² |
| ----------- | --------------- | ------------ | ---------------------- |
| Centar      | 49.562          | 13,88        | 3570                   |
| Severoistok | 41.186          | 26,29        | 1566                   |
| Istok       | 69.666          | 40,74        | 1710                   |
| Jugoistok   | 51.139          | 34,65        | 1476                   |
| Jug         | 57.434          | 16,92        | 3394                   |
| Jugozapad   | 45.886          | 46,67        | 983                    |
| Zapad       | 51.276          | 14,69        | 3491                   |
| Stari zapad | 46.009          | 26,09        | 1764                   |
| Severozapad | 28.036          | 39,09        | 717                    |
| Sever       | 57.559          | 38,35        | 1501                   |

Susedne opštine
|             | Krostic     | Jezevic   |         |
| Škojdic     | Rakvic      | Tauha     |         |
| Markranštet |             | Borsdorf  | Brandis |
| Kicen       | Markkleberg | Grospesna |         |
|             | Cvenkau     |           |         |

### Klima
Lajpcig se nalazi u umerenom toplotnom pojasu, na području uticaja okeanske klime iz zapadne Evrope, kao i kontinentalne klime iz istočne Evrope. Zime su prohladne do hladne, sa prosečnom temperaturom od oko 1 °C. Leta su generalno topla, sa prosečnom temperaturom od 19 °C i dnevnim temperaturama od 24 °C. Prosečna godišnja temperatura je 8,4 °C, a prosečna godišnja količina padavina 507 milimetara. U letnjem periodu (jun–avgust) beleže se najveće količine padavina, dok najmanje padavina ima u zimskim mesecima, naročito u februaru.
Kada je u pitanju osunčanost, postoje značajne razlike u zavisnosti od godišnjeg doba, pa tako u decembru ima prosečno 51 sunčani sat (1,7 sati dnevno), a u julu negde oko 229 sunčanih sati (7,4 sata dnevno).
Najviša temperatura u Lajpcigu izmerena je 30. juna 2019. godine i iznosila je 38,7 °C, dok je najniža temperatura od -24,1 °C izmerena 14. januara 1987. godine.
| Klima Lajpciga (1981–2010)    | Klima Lajpciga (1981–2010) | Klima Lajpciga (1981–2010) | Klima Lajpciga (1981–2010) | Klima Lajpciga (1981–2010) | Klima Lajpciga (1981–2010) | Klima Lajpciga (1981–2010) | Klima Lajpciga (1981–2010) | Klima Lajpciga (1981–2010) | Klima Lajpciga (1981–2010) | Klima Lajpciga (1981–2010) | Klima Lajpciga (1981–2010) | Klima Lajpciga (1981–2010) | Klima Lajpciga (1981–2010) |
| Pokazatelj \ Mesec            | .Jan.                      | .Feb.                      | .Mar.                      | .Apr.                      | .Maj.                      | .Jun.                      | .Jul.                      | .Avg.                      | .Sep.                      | .Okt.                      | .Nov.                      | .Dec.                      | .God.                      |
| ----------------------------- | -------------------------- | -------------------------- | -------------------------- | -------------------------- | -------------------------- | -------------------------- | -------------------------- | -------------------------- | -------------------------- | -------------------------- | -------------------------- | -------------------------- | -------------------------- |
| Apsolutni maksimum, °C (°F)   | 15,9 (60,6)                | 18,6 (65,5)                | 23,0 (73,4)                | 29,5 (85,1)                | 31,9 (89,4)                | 34,8 (94,6)                | 36,6 (97,9)                | 37,2 (99)                  | 32,9 (91,2)                | 28,2 (82,8)                | 18,7 (65,7)                | 16,5 (61,7)                | 37,2 (99)                  |
| Maksimum, °C (°F)             | 3,2 (37,8)                 | 4,3 (39,7)                 | 8,7 (47,7)                 | 13,9 (57)                  | 19,0 (66,2)                | 21,7 (71,1)                | 24,5 (76,1)                | 24,1 (75,4)                | 19,3 (66,7)                | 14,0 (57,2)                | 7,6 (45,7)                 | 3,6 (38,5)                 | 13,67 (56,61)              |
| Prosek, °C (°F)               | 0,5 (32,9)                 | 1,1 (34)                   | 4,7 (40,5)                 | 8,9 (48)                   | 13,8 (56,8)                | 16,5 (61,7)                | 19,0 (66,2)                | 18,6 (65,5)                | 14,4 (57,9)                | 9,8 (49,6)                 | 4,7 (40,5)                 | 1,3 (34,3)                 | 9,45 (49,01)               |
| Minimum, °C (°F)              | −2,2 (28)                  | −2,0 (28,4)                | 1,1 (34)                   | 4,1 (39,4)                 | 8,5 (47,3)                 | 11,5 (52,7)                | 13,8 (56,8)                | 13,6 (56,5)                | 10,1 (50,2)                | 6,2 (43,2)                 | 2,0 (35,6)                 | −1,2 (29,8)                | 5,47 (41,85)               |
| Apsolutni minimum, °C (°F)    | −27,6 (−17,7)              | −21,6 (−6,9)               | −16,6 (2,1)                | −6,5 (20,3)                | −2,6 (27,3)                | 1,8 (35,2)                 | 5,7 (42,3)                 | 5,5 (41,9)                 | 0,5 (32,9)                 | −6,7 (19,9)                | −12,9 (8,8)                | −20,2 (−4,4)               | −27,6 (−17,7)              |
| Količina padavina, mm (in)    | 31,9 (1,256)               | 26,3 (1,035)               | 38,8 (1,528)               | 39,6 (1,559)               | 46,9 (1,846)               | 54,8 (2,157)               | 68,9 (2,713)               | 63,1 (2,484)               | 49,9 (1,965)               | 31,0 (1,22)                | 43,4 (1,709)               | 39,8 (1,567)               | 534,10 (21,0276)           |
| Sunčani sati — mesečni prosek | 62,8                       | 77,8                       | 124,5                      | 181,7                      | 227,4                      | 224,8                      | 229,0                      | 213,1                      | 160,9                      | 122,9                      | 61,5                       | 51,1                       | 1.737,3                    |
| Izvor: Deutscher Wetterdienst |                            |                            |                            |                            |                            |                            |                            |                            |                            |                            |                            |                            |                            |

### Demografija
Lajpcig ima oko 600.000 stanovnika. Pre početka Prvog svetskog rata bio je četvrti grad po veličini u Nemačkog. Najveći broj stanovnika od blizu 700.000 zabeležen je 1930. godine. U periodu 1950–1989. broj stanovnika je opao na 530.000, da bi se 1998. sveo na 437.000. Na ovo smanjenje uticala je emigracija stanovništva u Zapadnu Nemačku, kao i suburbanizacija. Nakon što je gradsko područje gotovo udvostručeno uključivanjem okolnih opština u teritoriju grada 1999. godine, došlo je do blagog porasta broja stanovnika. Od 2010. Lajpcig je postao najbrže rastući grad u Nemačkoj, a broj stanovnika se godišnje povećava za oko 10.000.
Procenat stanovništva imigrantskog porekla je nizak u poređenju s drugim nemačkim gradovima. U 2012. samo 5,6% stanovništva činili su stranci (nemački nacionalni prosek je bio od 7,7%). Broj ljudi koji imaju imigrantsko poreklo (imigranti i njihova deca) porastao je s 49.323 u 2012. godini na 77.559 u 2016. godini, te su imigranti u 2016. činili 13,3% stanovništva ovog grada. Najbrojnije manjine (prva i druga generacija) prema zemlji porekla u 2019. godini:
| Rang | Poreklo    | Ukupno | Stranci | Nemci |
| ---- | ---------- | ------ | ------- | ----- |
| 1    | Rusija     | 9712   | 3291    | 6421  |
| 2    | Sirija     | 9498   | 8894    | 604   |
| 3    | Poljska    | 6279   | 3170    | 3109  |
| 4    | Rumunija   | 4672   | 4153    | 519   |
| 5    | Vijetnam   | 3498   | 2430    | 1068  |
| 6    | Ukrajina   | 3450   | 2256    | 1194  |
| 7    | Irak       | 2773   | 2007    | 766   |
| 8    | Turska     | 2601   | 1651    | 950   |
| 9    | Avganistan | 2288   | 2006    | 282   |
| 10   | Italija    | 2090   | 1633    | 457   |

Prema popisu iz 2011. protestanata je 11,8%, rimokatolika 4%, dok 84,2% stanovništva nije religiozno, pripada nekoj drugoj religiji ili je neizjašnjeno.

## Umetnost, kultura i znamenitosti

### Arhitektura
Građevine i spomenici kulture iz različitih epoha dobro su očuvani, a pojedini su naknadno obnovljeni. U istorijskom centru grada nalaze se brojne renesansne zgrade iz 16. veka, među kojima je i Stara gradska kuća (Altes Rathaus). Tu su i barokne trgovačke kuće i nekadašnje rezidencije bogatih trgovaca. Vrhunac urbanog planiranja i umetničkog izražavanja Lajpcig je doživeo u periodu od 1870. do 1914. godine, a mnoge zgrade iz ovog perioda građene su u duhu istoricizma. Izgrađene su brojne komercijalne zgrade i reprezentativne građevine, poput zgrade sadašnjeg Saveznog upravnog suda (Bundesverwaltungsgericht) i Nove gradske kuće (Neues Rathaus). Nakon Prvog svetskog rata Lajpcig je postao poznat po neoklasicizmu. Tokom britanskih vazdušnih napada u Drugom svetskom ratu uništeni su delovi centralnog gradskog jezgra s mnoštvom istorijskih zgrada.
Najstarije crkve u gradu, crkva Svetog Nikole (Nikolaikirche) i crkva Svetog Tome (Thomaskirche), građene su u romanskom stilu. Unutrašnje svodove crkve Svetog Tome krasi gotički stil. Nedaleko od Lajpciga, u Knautnaundorfu, nalazi se Andrejeva kapela (Andreaskapelle) iz 1100. godine. Originalna romanska rotonda s polukružnom apsidom svojim izgledom podseća na rotondu iz zamka Grojč, zbog čega se veruje da je markgrof Vipreht fon Grojč (Wiprecht von Groitzsch) gradio i ovu kapelu.
Zgrada oružarnice (Zeughaus), Alte Waage (stare terazije) i ambar (Kornhaus) građene su u renesansnom stilu. Ovom stilu pripadaju i stara škola Sveti Nikola (Alte Nikolaischule) i bastion Moric (Moritzbastei), jedini očuvani deo gradske tvrđave. Prvi lajpciški kibic fenster izgrađen je 1523. godine u kući „Kod zlatne zmije” (Zur goldenen Schlange), a ova vrsta prozora je od tada postajala sve popularnija.
Nakon Tridesetogodišnjeg rata Lajpcig je preuzeo ulogu vodećeg trgovačkog grada u centralnoj Evropi. Barokni period započet je izgradnjom Lajpciške berze 1687. godine (Alte Handelsbörse). Najstariji kafe u Nemačkoj „Kod arapskog drveta kafe” (Zum Arabischen Coffe Baum) iz 1711. takođe odlikuje barokni stil gradnje. U gradskom jezgru nicale su raskošne četvorospratnice s izvanrednim ukrasima na kibic fensterima. Kako je Lajpcig bio lider u štampanju i prodaji knjiga, tako je grad postao središte progresivnih ideja. Izvan gradskih zidina nicale su brojne manufakture koje su najavile početak industrijskog razvoja Lajpciga. Sajam i manufakture vodili su veliki preduzetnici koji su dobijeni profit ulagali u izgradnju baroknih zgrada. Značajnije barokne građevine: Grosbozišer vrt (Großbosischer Garten), Romanushaus (građena od 1701. do 1704), dvor Knauthain (1700–1703), vrt Apels (Apels Garten), Torhaus Delic, kuća Apels (Apels Haus), Fregehaus, Bozehaus, Šilerova kuća, kuća „Kod zlatne zmije” i mnoge druge.
Brojne zgrade građene su u rokoko stilu, a najznačajniji predstavnik je dvor u Golisu (Gohliser Schlösschen). Najznačajnija zdanja iz perioda klasicizma su Hotel Poljska (Hôtel de Pologne), Bavarska železnička stanica (Leipzig Bayerischer Bahnhof), Kraljevska palata (Königliche Palais), zgrada Novog pozorišta (Neues Theater), srušena u vazdušnim napadima 1943, i druge.
Nakon pobede Nemačke u Francusko-pruskom ratu, i reparacija koje je Francuska morala da plati, došlo je do oporavka ekonomije i građevinskog buma u istoricizmu. Na glavnom trgu je 1888. podignut spomenik (Siegesdenkmal) u znak sećanja na ovaj događaj. Na šest metara visokoj, stepeničastoj i prema gore suženoj osnovi stajala je 3,8 metara visoka Germanija (personifikacija nemačke nacije). Ogrnuta dugačkim lepršavim plaštom, na glavi je nosila krilati šlem, u levoj ruci štit, a u desnoj mač u koricama, simbol nemačke ljubavi prema miru. Na kvadratnoj osnovi u podnožju bile su smeštene saksonske i vilhelminske istorijske ličnosti. Na južnoj strani nalazila se statua nemačkog cara Vilhelma I, prikazanog kako sedi ispod carske krune. Glava mu je bila ovenčana lovorom, desna ruka je pridržavala mač koji je bio položen na njegovo krilo, a u levoj ruci nalazio se carski šar. U svakom uglu nalazio se po jedan konjanik, Fridrih III, kralj Albert od Saksonije, Oto fon Bizmark i feldmaršal Helmut fon Moltke Stariji, oko kojih je bilo grupisano osam barjaktara.
Neorenesansne zgrade su Savezni upravni sud (Bundesverwaltungsgericht), Visoka škola za muziku i pozorište (Hochschule für Musik und Theater), Akademija likovnih umetnosti (Hochschule für Grafik und Buchkunst), Reformatorska crkva (Reformierte Kirche), Albertinum, Gradski muzej (Städtische Museum), Carska pošta (Reichspostgebäude) koju je obnovio Paul Rihter u periodu 1881–1884, poslovna zgrada Avgust Polih (Geschäftshaus August Polich), Nova berza (Neue Börse), Zgrada udruženja nemačkih knjižara (Deutsches Buchhändlerhaus) i mnoge druge.
Neogotički stil krasio je nekadašnju crkvu Svetog Pavla (Paulinerkirche). Iako je preživela rat gotovo netaknuta, komunistička vlast ju je digla u vazduh 1968. godine kako bi na ovom mestu izgradila zgradu univerziteta. Devedesetih godina razmatrano je da se ponovo podigne crkva na ovom mestu, ali se od ideje odustalo. Umesto toga, 2012. godine izgrađena je nova zgrada univerziteta (novi Paulinum) koja svojim izgledom podseća na staru crkvu.

### Muzeji
Lajpcig je stari univerzitetski i trgovački grad, zahvaljujući čemu se danas u gradu mogu naći mnogobrojni eksponati. Nemački muzej knjige i pisma (najstariji muzej ove vrste na svetu, kao i muzej štamparstva, podsećaju na dugu tradiciju Lajpciga kao grada knjige. Univerzitet u Lajpcigu poseduje niz značajnih kolekcija, a neki od muzeja u njegovom sastavu su Egipatski muzej (oko 7000 artefakata), Muzej antikviteta i Muzej muzičkih instrumenata (oko 5000 eksponata iz pet vekova). U Noći muzeja, univerzitet predstavlja i svoju nastavnu kolekciju široj publici.
Muzej istorije grada nalazi se u Staroj gradskoj kući. U centru grada smešten je i Muzej savremene istorije (Zeitgeschichtliches Forum) koji prikazuje istoriju Nemačke od Drugog svetskog rata do danas, a u posebnom fokusu su podela Nemačke, život u komunističkoj diktaturi i ponovno ujedinjenje Nemačke. Muzej Runde Ecke (Gedenkstätte Museum in der „Runden Ecke“) smešten je u bivšem sedištu Ministarstva za državnu bezbednost NDR. Ovde se mogu videti brojni uređaji i artefakti koje je koristila tajna policija Štazi.
U muzejskom kompleksu Grasi smešteni su Etnografski muzej, Muzej primenjene umetnosti i Muzej muzičkih instrumenata.
U Prirodnjačkom muzeju nalaze se brojne zbirke (geološka, paleontološka, botanička, zoološka i arheološka). Tu su i preostale fosilne kosti (donja vilica, prednja i zadnja noga) mamuta iz Borne, koji je od 1909. do 1943. bio jedna od glavnih atrakcija u praistorijskom delu Etnografskog muzeja (Grasi), pre nego što je oštećen u bombardovanju 4. decembra 1943.
Najveće panoramske slike na svetu (360 stepeni) mogu se videti u Panometru, izgrađenom 1910.
Dečji muzej, otvoren 2010. godine, nudi raznovrsne postavke interesantne deci.
Tu su još i:
- Bahov muzej – Johan Sebastijan Bah živeo je u Lajpcigu od 1723. godine do svoje smrti 1750.
- Mendelsonova kuća, u kojoj je Feliks Mendelson živeo od 1845. do svoje smrti 1847.[66]
- Kuća Šumanovih, dom Roberta i Klare Šuman od 1840. do 1844. godine.[67]
- Šilerova kuća, u kojoj je Fridrih Šiler živeo u leto 1785.[68]
- Saksonski muzej psihijatrije, Muzej saksonske apoteke, Železnički muzej, Muzej sporta, kao i mnogi drugi.

U Lajpcigu se nalazi i najstariji kafe u Nemačkoj „Kod arapskog drveta kafe” (Zum Arabischen Coffe Baum), koji svoju delatnost obavlja od 1711. godine i kao takav predstavlja svojevrstan kulturno-istorijski spomenik. Tokom svoje tristogodišnje istorije posetile su ga brojne istaknute ličnosti, među kojima i kralj Avgust II Jaki, Napoleon Bonaparta, Rihard Vagner, Johan Sebastijan Bah, Gete, Robert Šuman i Franc List.

### Likovna umetnost
Muzej likovnih umetnosti (Museum der bildenden Künste), otvoren 1848, prostire se na oko 7000 kvadratnih metara i ima impresivnu kolekciju od oko 4600 slika, 1800 skulptura i 70.000 grafičkih dela. Obuhvata dela iz perioda od kasnog srednjeg veka do danas, a u fokusu su nemačko i holandsko slikarstvo od 15. do 17. veka, italijansko slikarstvo od 15. do 18. veka, francusko slikarstvo iz 19. veka, kao i nemačko slikarstvo od 18. do 20. veka.
U nekadašnjoj fabrici pamuka (Baumwollspinnerei), industrijskom kompleksu od 10 hektara, danas se nalazi dvanaest galerija, Centar za umetnost, kao i brojni ateljei, restorani, štamparije, proizvođači porcelana, zlatare i sl.

### Muzika i pozorište
Prva operska kuća u Lajpcigu podignuta je 1693. godine (Oper am Brühl), a postojala je do 1720. Staro pozorište (Altes Theater), s kapacitetom od 1186 mesta, otvoreno je 1766. godine. U Novom pozorištu (Neues Theater), građenom od 1864. do 1868, izvodile su se dramske, operske i baletske predstave. Pozorište je imalo 1700 sedišta i 300 mesta za stajanje. Pokazalo se kao savršeno za izvođenje operskih predstava, ali nepodesno za dramske izvedbe, tako da su dramski komadi prebačeni u Staro pozorište, a Novo pozorište je postalo lajpciška opera. Obe zgrade srušene su u britanskim vazdušnim napadima 1943. Današnja Lajpciška operska kuća (Oper Leipzig) nalazi se na mestu nekadašnjeg Novog pozorišta. Završena je 1960. godine i ima kapacitet od 1265 mesta. Druga značajnija pozorišta su Dramsko pozorište (Schauspiel Leipzig) i LOFFT.
Gevanthaus orkestar je jedan od najstarijih i najpoznatijih ansambala na svetu, a smešten je u koncertnoj dvorani Gevanthaus. U Gevanthausu se svake godine održi oko 700 događaja s pola miliona posetilaca. Veliki deo čine koncerti, mada se ovde održavaju i konferencije, kongresi, svečani događaji i prijemi.
Lajpcig je bio i ostao grad muzike. Johan Sebastijan Bah radio je ovde od 1723. do 1750. godine gde je u crkvi Svetog Tome vodio čuveni hor dečaka Tomaner, a takođe je bio angažovan i u crkvi Svetog Nikole i crkvi Svetog Pavla. Godine 1950. osnovan je Bahov arhiv, institucija koja se bavi istraživanjem života i rada Johana Sebastijana Baha i njegove porodice. Bahov arhiv od 1950. godine organizuje prestižno „Međunarodno takmičenje Johan Sebastijan Bah”, prvi put pokrenuto u okviru muzičkog festivala kojim je obeležena dvestogodišnjica Bahove smrti. Takmičenje se sada održava na svake dve godine. Bahov arhiv takođe upravlja Bahovim muzejom i organizuje međunarodni Bahov festival (Bachfest). Posebnost Lajpciga je u tome što je ovde očuvan veliki broj kuća kompozitora, kao npr. kuća u kojoj je živeo i umro Feliks Mendelson, kuća Šumanovih, u kojoj su Robert i Klara Šuman proveli prve četiri godine braka, kao i kuća u kojoj je boravio Fridrih Šiler. Kuća u kojoj je živeo Rihard Vagner više ne postoji, već na tom mestu stoji ploča u znak sećanja na velikog kompozitora.
Rihard Vagner rođen je u Lajpcigu 1813. godine, a Klara Šuman 1819. godine. Rober Šuman je takođe ostavio pečat u ovom gradu u koji je došao na poziv Feliksa Mendelsona, kada je ovaj 1843. osnovao prvi nemački konzervatorijum (danas Visoka škola za muziku i pozorište). U Visokoj školi za muziku i pozorište danas postoji širok spektar predmeta, među kojima su obuka za sve instrumente u orkestru, interpretaciju, treniranje, klavirsku kamernu muziku, dirigovanje orkestrom i horom i komponovanje u različitim muzičkim stilovima. Na katedri za dramu predaje se gluma i pisanje scenarija. Gustav Maler je bio dirigent u Novom pozorištu od juna 1886. do maja 1888, gde je postao poznat nakon kompletiranja i objavljivanja Veberove opere Tri Pintosa. Maler je ovde dovršio i svoju Simfoniju broj 1.
Kada je u pitanju savremena muzika, grad je poznat po svojoj nezavisnoj muzičkoj sceni i događajima. Lajpcig je dom najvećeg svetskog festivala gotike Wave Gotik (Wave-Gotik-Treffen), koji traje četiri dana i održava se svake godine na Duhove. Ljubitelji gotske kulture odevaju ekstravagantnu odeću i paradiraju gradom. Više od 150 bendova i umetnika drži koncerte na nekoliko lokacija širom grada, a događaj okuplja na hiljade ljubitelja gotik muzike iz Evrope i celog sveta.  Takođe se održavaju i brojne izložbe, srednjovekovni vašar, a posebnu pažnju privlači piknik organizovan u viktorijanskom stilu.
Lajpcig je takođe rodno mesto Tila Lindemana, frontmena grupe Ramštajn, najpoznatijeg nemačkog benda osnovanog 1994. godine.

### Glavne znamenitosti
- Stara gradska kuća
- Spomenik Bitke naroda
- Savezni upravni sud
- Nova gradska kuća
- Zoološki vrt (prašuma Gondvana)
- Dvor u Golisu

- Stara gradska kuća (Altes Rathaus) izgrađena je u renesansnom stilu 1556. godine. Ovde je smešten Muzej istorije grada.
- Spomenik Bitke naroda (Völkerschlachtdenkmal), najviši spomenik u Evropi, podignut je u znak sećanja na pobedničku bitku protiv napoleonskih trupa. Spomenik je visok 91 metar, a do vrha vodi 500 stepenika odakle se pruža spektakularan pogled na grad. U Bici kod Lajpciga učestvovalo je preko pola miliona vojnika, što je čini najvećom bitkom pre Prvog svetskog rata.
- Savezni upravni sud (Bundesverwaltungsgericht) najviši je sud u Nemačkoj u oblasti javnog prava.
- Nova gradska kuća (Neues Rathaus) sedište je gradske uprave od 1905. godine. Građena je u duhu istoricizma, a visoka je 114,7 m.
- Zoološki vrt u Lajpcigu (osnovan 1878) jedan je od najmodernijih zooloških vrtova u Evropi. Na površini od 27 hektara živi oko 600 različitih životinjskih vrsta i više od 8000 jedinki.[84] Zoo-vrt je podeljen na nekoliko tematskih celina, a posebno su interesantne Gondvana (jedna od najvećih veštačkih prašuma na svetu) i Pongoland (gde se nalaze primati).
- Dvor u Golisu (Gohliser Schlösschen) izgradio je 1756. trgovac i arhitekta Johan Kaspar Rihter. Predstavlja sjajan primer saksonske rokoko arhitekture. Danas se ovde održavaju koncerti, pozorišne predstave i izložbe.

- Auerbahov podrum
- Sajam
- Glavna železnička stanica
- Kafe
- Stara berza
- Univerzitet

- Auerbahov podrum (Auerbachs Keller), otvoren 1525. godine, drugi je najstariji restoran u Nemačkoj.[85] Nalazi se u Medlerovom pasažu. Johan Volfgang Gete ga je tokom svojih studija u Lajpcigu redovno posećivao, a restoran upravo Geteu i duguje svoju slavu, jer ga je ovaj pomenuo u svom delu Faust (Auerbahov podrum je prvo mesto na koje je Mefisto poveo Fausta).
- Lajpciški sajam je najveća staklena hala na svetu.[86] Prvi sajam u Lajpcigu održan je davne 1165. godine.
- Glavna železnička stanica Lajpcig je najveća železnička stanica u Evropi po površini. Dnevno kroz nju prođe oko 120.000 putnika i posetilaca i 1300 vozova.[87] Ovde je smešten i tržni centar.
- Zgrada u kojoj se nalazi kafe Riquet izgrađena je 1908-1909. Krovna konstrukcija nalik pagodi rađena je po uzoru na klasičnu kinesku arhitekturu. Parapeti, stubovi, glavni venac i zabat ukrašeni su prelepim mozaicima u boji u stilu secesije. Na ulaznim vratima nalaze se dve bakarne glave slona koje predstavljaju zaštitni znak kompanije .
- Stara lajpciška berza (Alte Handelsbörse) iz 1687. je najstarija barokna zgrada u gradu. Ispred zgrade se nalazi Geteov spomenik.
- Zgrada Univerziteta svojim izgledom podseća na crkvu koja se nekada nalazila na ovom mestu (crkva Svetog Pavla).

- Nacionalna biblioteka Nemačke
- Bavarska železnička stanica
- Gradski neboder
- Južno groblje
- Memorijalni centar na mestu nekadašnje neomavarske sinagoge
- Panoramska slika 'Everest' u Panometru

- Nacionalna biblioteka Nemačke prikuplja, arhivira, dokumentuje i knjiži bibliografske publikacije na nemačkom jeziku od 1913. godine, kao i inostrane publikacije o Nemačkoj, prevode nemačkih radova i radova emigranata objavljenih u inostranstvu između 1933. i 1945. Jedna je od dve nacionalne biblioteke u Nemačkoj (druga je u Frankfurtu).
- Bavarska železnička stanica (Leipzig Bayerischer Bahnhof) iz 1842. je najstarija očuvana železnička stanica u Nemačkoj.
- Gradski neboder (City-Hochhaus) najviša je zgrada u gradu (142 m).
- Južno groblje (Südfriedhof) prostire se na površini od 78 hektara.
- Spomen obeležje sa 140 bronzanih stolica nalazi se na mestu nekadašnje neomavarske sinagoge, uništene 1938. godine u Kristalnoj noći.
- U Panometru izgrađenom 1910. godine mogu se videti najveće panoramske slike na svetu.

Najznačajnije crkve
- Crkva Svetog Nikole (Nikolaikirche), najstarija crkva u Lajpcigu, podignuta 1165. godine.[88] U 16. veku je u njoj svoje propovedi držao i reformator Martin Luter. Mirna revolucija 1989. godine (koja se završila padom Berlinskog zida) počela je upravo u ovoj crkvi gde su se protivnici komunizma okupljalli svakog ponedeljka i odatle kretali u demonstracije.
- Crkva Svetog Tome (Thomaskirche), luteranska crkva iz 12. veka u kojoj je Johan Sebastijan Bah radio kao kantor, i gde je na kraju i sahranjen.[89][90] Bah je ovde bio director crkvenog hora od 1723. godine do svoje smrti 1750. i vodio čuveni hor dečaka „Tomaner”.
- Crkva Svetog Petra (Peterskirche), najviši verski objekat u Lajpcigu. Građena je u neogotičkom stilu.
- Reformatorska crkva (Reformierte Kirche) – Hugenoti izbegli iz Francuske osnovali su svoju parohiju negde oko 1700. godine. Sama crkva podignuta je krajem 19. veka u neorenesansnom stilu.
- Crkva Svetog Mihaila (Michaeliskirche) izgrađena je oko 1901. godine u duhu istoricizma, mada njenu arhitekturu odlikuje preplitanje više stilova – renesanse, neogotike, neobaroka i secesije.
- Ruska crkva (Russische Gedächtniskirche), memorijalna crkva podignuta 1913. u znak sećanja na 22.000 ruskih vojnika koji su poginuli za vreme Bitke naroda.

- Crkva Svetog Nikole
- Crkva Svetog Tome
- Crkva Svetog Petra
- Reformatorska crkva
- Crkva Svetog Mihaila
- Ruska crkva

### Parkovi i jezera
U poređenju s gradovima slične veličine, udeo parkova i zelenih površina u Lajpcigu je izuzetno veliki. Raskošni građanski vrtovi koji su nekada krasili istorijski centar grada, poput baroknih parkova Apels (Apels Garten) i Grosbozišer (Großbosischer Garten), bili su poznati daleko izvan regiona. S rastom grada ovi parkovi su nestali.
Park Johana (Johannapark) prostire se na površini od 11 hektara. Na jugoistoku se spaja s parkom Klara Cetkin (Clara-Zetkin-Park), koji s povrišinom od 42,5 hektara predstavlja najveći park u Lajpcigu. Tu je i Palmengarten park koji zauzima površinu od 22,5 hektara. U blizini glavne železničke stanice je park Oberer (Oberer Park).
Zapadno od zoološkog vrta, na površini od 118 hektara, nalazi se park šuma Rozental (Rosental). Nekadašnja šuma bila je u vlasništvu saksonskih elektora, a Johan Georg II prodao ju je u septembru 1663. godine gradskoj upravi Lajpciga, kako bi pokrio dugove koje je imao prema gradu. Rozental je deo Lajpciškog luga (Leipziger Auwald), koji zauzima površinu od 5900 hektara (1163 hektara nalazi se na teritoriji grada).
Lajpciška botanička bašta prostire se na površini od 3 hektara i u njoj se nalazi preko 4500 biljnih vrsta. Osnovana je u 16. veku i ujedno je najstarija botanička bašta u Nemačkoj. Graniči se s Parkom mira (17,5 hektara).
Novo jezersko područje (Neuseenland) je područje južno od Lajpciga gde se stari površinski kopovi pretvaraju u brojna jezera. Najpoznatija su Kospuden (Cospudener See), Markkleberg (Markkleeberger See) i Kulkvic (Kulkwitzer See).

## Obrazovanje

### Univerzitet
Univerzitet u Lajpcigu osnovan je 1409. godine. Jedan je od najstarijih evropskih univerziteta i drugi najstariji univerzitet u Nemačkoj. Filozof i matematičar Gotfrid Vilhelm Lajbnic rođen je u Lajpcigu 1646, a univerzitet je pohađao od 1661. do 1666. godine. Na univerzitetu su kao profesori radila četiri nobelovca – Verner Hajzenberg (fizika), Gustav Ludvig Herc (fizika), Vilhelm Ostvald (hemija) i Teodor Momzen(književnost). Među zaposlenima su bili i mineralog Georgij Agrikola, pisac Gothold Efrajm Lesing, filozof Ernst Bloh, psihofizičar Gustav Teodor Fehner i psiholog Vilhelm Vunt.
Među zapaženijim studentima univerziteta bili su kompozitor Rihard Vagner, filozof Fridrih Niče, pisci Johan Volfgang Gete i Erih Kestner, kao i politički aktivista Karl Libkneht. Nemačka kancelarka Angela Merkel studirala je fiziku na Univerzitetu u Lajpcigu (1973–1978).
Deo Univerziteta u Lajpcigu je i Nemački institut za književnost, osnovan 1955. godine. Mnogi zapaženi pisci, kao što su Adolf Endler, Kerstin Henzel, Angela Kraus, Erih Lest i Fred Vander, diplomirali su na ovom fakultetu.

### Likovna umetnost i pozorište
Akademija likovnih umetnosti (Hochschule für Grafik und Buchkunst) osnovana je 1764. godine. Svake godine 530 studenata upisuje smerove iz slikarstva i grafike, grafičkog dizajna, fotografije i medijalne umetnosti.
U Visokoj školi za muziku i pozorište danas postoji širok spektar predmeta, među kojima su obuka za sve instrumente u orkestru, interpretaciju, treniranje, klavirsku kamernu muziku, dirigovanje orkestrom i horom i komponovanje u različitim muzičkim stilovima. Na katedri za dramu predaje se gluma i pisanje scenarija.

### Univerzitet primenjenih nauka
Univerzitet primenjenih nauka (HTWK) je druga po veličini institucija visokog obrazovanja u Lajpcigu. Osnovan je 1992. godine. Na univerzitetu se nalaze mnogi inženjerski smerovi, kao i smerovi računarstva, matematike, poslovne administracije, bibliotekarstva, socijalnog rada i muzejskih studija.

### Privatna visoka škola za menadžment
Privatna visoka škola za menadžment (Handelshochschule Leipzig), osnovana 1898. godine, jedna je od najstarijih poslovnih škola u Nemačkoj. Magazin Ekonomist ju je 2017. proglasio jednom od najboljih škola na svetu (zauzela je 6. poziciju).

### Naučno-istraživačke ustanove
U Lajpcigu se nalazi Saksonska akademija nauka i dvanaest istraživačkih instituta. To su Maks Plank Institut za matematiku u nauci, Maks Plank Institut za kognitivna i neurološka istraživanja, Maks Plank Institut za evolucionarnu antropologiju, Fraunhofer Institut za međunarodni menadžment i ekonomiju, Fraunhofer Institut za terapiju matičnim ćelijama i imunologiju, Helmholc Centar za istraživanje životne sredine, Nemački centar za istraživanje biomase, Lajbnic institut za istraživanje troposfere, Lajbnic institut za površinska istraživanja, Lajbnic institut za proučavanje istorije i kulture istočne Evrope, Lajbnic institut za regionalnu geografiju i Lajbnic institut za proučavanje jevrejske istorije.

### Ostalo
U Lajpcigu se nalazi i jedna od najstarijih škola na svetu, škola Svetog Tome (Thomasschule) osnovana 1212. godine. U okviru nastave se izučavaju jezici, umetnost i muzika. Pohađali su je između ostalih i Rihard Vagner i Karl Filip Emanuel Bah.

## Politika
Hinrih Leman Grube (Hinrich Lehmann-Grube) iz Socijaldemokratske partije (SPD) bio je prvi slobodno izabrani gradonačelnik nakon ponovnog ujedinjenja Nemačke, od 1990. do 1998. Gradonačelnika je prvobitno biralo gradsko veće, a od 1994. direktno građani. Nakon Grubea, ovu dužnost obavljao je Volfgang Tifenze (Wolfgang Tiefensee), takođe iz SPD-a, od 1998. do 2005. godine, kada je podneo ostavku na funkciju zbog imenovanja za saveznog ministra saobraćaja.  Nasledio ga je kolega iz SPD-a, Burkard Jung (Burkhard Jung), koji je izabran u januaru 2006, a potom ponovno izabran 2013. i 2020. godine. Rezultati izbora za gradonačelnika u 2020. godini mogu se videti u priloženoj tabeli:
| Kandidat              | Stranka                      | Prvi krug | Drugi krug               |
| --------------------- | ---------------------------- | --------- | ------------------------ |
| Sebastijan Gemkov     | Hrišćansko-demokratska unija | 31,6%     | 47,6%                    |
| Burkhard Jung         | Socijaldemokratska partija   | 29,8%     | 49,1%                    |
| Franciska Rikevald    | Levica                       | 13,5%     | nisu prošli u drugi krug |
| Katarina Kreft        | Savez 90/Zeleni              | 12,0%     | nisu prošli u drugi krug |
| Christoph Neumann     | Alternativa za Nemačku       | 8,7%      | nisu prošli u drugi krug |
| Katarina Šubat        |                              | 2,4%      | nisu prošli u drugi krug |
| Markus Vifeld         | Stranka slobodnih demokrata  | 1,2%      | nisu prošli u drugi krug |
| Ute Elizabet Gabelman | Pirati                       | 0,9%      | 3,3%                     |

## Privreda
Pre Drugog svetskog rata Lajpcig je bio ne samo važan trgovački, već i industrijski grad. Naročito značajni bili su izdavaštvo (Tojbner, Brokhaus, Bibliografski institut, Bedeker, Hircel, Bart...), štamparska industrija, tekstilna industrija i proizvodnja poljoprivrednih mašina. U doba NDR ovde je uglavno bila locirana teška industrija koja je propala nakon pada Istočne Nemačke. Nakon ponovnog ujedinjenja Nemačke u Lajpcigu su fabrike otvorili Porše (oko 4300 zaposlenih), Simens (oko 1700 zaposlenih) i BMW (oko 3700 zaposlenih). S dolaskom Poršea i BMW-a Lajpcig je postao značajan centar automobilske industrije. Lajpciško saobraćajno preduzeće (Leipziger Verkehrsbetriebe, LVB) zapošljava preko 2300 ljudi. Grad je naročito poznat po svojoj dugoj sajamskoj tradiciji.
Zahvaljujući svom položaju Lajpcig se razvio u saobraćajni i logistički centar. Amazon je ovde 2006. godine otvorio logistički centar, a 2020. i prvi centar za avionsku dostavu pošiljki u Evropi. Aerodrom Lajpcig–Hale je 2008. godine postao glavno evropsko čvorište poznatog prevoznika DHL, a u njemu je zaposleno više od 5700 radnika. Na severu grada kompanija ProLogis otvorila je logistički centar na prostoru od oko 50.000 kvadratnih metara, a ukupan broj zaposlenih je 350.
Lajpcig je i važan finansijski i bankarski centar, a u njemu se nalazi sedište Razvojne banke Saksonije (Sächsische Aufbaubank), a tu je i Lajpciška štedionica (Sparkasse Leipzig), jedna od najvećih u centralnoj Nemačkoj.
IT preduzeća Kompareks (Comparex) i Softlajn AG (Softline AG), kao i kablovski operator Primakom (Primacom) imaju sedište u Lajpcigu.
Bruto domaći proizvod (BDP) Lajpciga u 2016. godini iznosio je 19,872 milijarde evra (17. grad u Nemačkoj gledano po proizvodnoj aktivnosti), a BDP po glavi stanovnika iznosio je 35.123 evra. Stopa nezaposlenosti u poslednjem kvartalu 2020. godine bila je 7,7%. U Privrednoj komori Lajpciga registrovano je 5223 preduzeća.

## Transport

### Železnica
Glavna železnička stanica, po površini najveća u Evropi, otvorena je 1915. godine. Predstavlja važno čvorište brzog međugradskog voza i međugradskog voza (IC, Intercity), kao i vezu s prigradskom železnicom (S-Bahn). Linija 28 ICE voza (Hamburg–Berlin–Lajpcig–Nirnberg–Minhen) ukršta se u Lajpcigu s linijom 50 (Drezden–Lajpcig–Erfurt–Frankfurt–Visbaden). Do većine velikih i srednjih gradova u Saksoniji moguće je doći bez presedanja, a do susednog Halea idu dve linije prigradske železnice (jedna ide preko aerodroma).
Voz do Berlina saobraća brzinom od 200 km/h, a 2015. puštena je u rad pruga od Lajpciga do Erfurta, s projektovanom brzinom od 300 km/h, koja je 2017. produžena do Nirnberga. Ovo je znatno smanjilo vreme putovanja vozom od Lajpciga do Nirnberga, Minhena i Frankfurta. Na pruzi od Lajpciga do Drezdena voz takođe saobraća brzinom od 200 km/h.

### Tramvaji i autobusi
Lajpciška mreža tramvaja u kombinaciji s prigradskom železnicom čini okosnicu javnog gradskog prevoza. U Lajpcigu postoji 6 linija prigradskog voza, 13 tramvajskih i 37 autobuskih linija. Ukupna dužina tramvajske mreže iznosi 146, što je čini trećom po veličini u Nemačkoj, posle Kelna i Berlina. Najduža tramvajska linija je linija 11, koja povezuje Škojdic s Markklebergom u dužini od preko 22 km. Noćne autobuske linije nose oznake od N1 do N9, a tu je i noćni tramvaj N17. Subotom, nedeljom i praznicima saobraćaju i tramvajska linija N10 i autobuska linija N60.

### Bicikli
Poput većine nemačkih gradova i Lajpcig ima razgranatu biciklističku mrežu. U većini jednosmernih centralnih ulica biciklistima je dozvoljena vožnja u oba smera. Nekoliko biciklističkih staza izgrađeno je devedesetih. Od 2004. postoji sistem javnih bicikala, a bicikle je moguće iznajmiti i vratiti putem mobilne aplikacije ili telefona. U užoj gradskoj zoni bicikli za iznajmljivanje mogu se naći u gotovo svakoj ulici, dok izvan ove zone uglavnom postoje posebne stanice za bicikle.

### Vazdušni saobraćaj
Aerodrom Lajpcig–Hale, međunarodni komercijalni aerodrom, nalazi se na oko 16 km severozapadno od Lajpciga. Putnički letovi obavljaju se do glavnih nemačkih aerodroma, pojedinih evropskih gradova u mediteranskom regionu i do severne Afrike. Po broju putnika aerodrom je na 11. mestu u Nemačkoj, a u kargo saobraćaju zauzima drugo, odmah iza Frankfurta. Aerodrom je glavna baza kompanije DHL.

## Partnerski gradovi
Lajpcig je pobratimljen sa sledećim gradovima:
- Kijev (Ukrajina), od 1961, obnovljen 1992.
- Bolonja (Italija), od 1962, obnovljen 1997.
- Krakov (Poljska), od 1973, obnovljen 1995.
- Brno, Brno (Češka), od 1973, obnovljen 1999.
- Lion (Francuska), od 1981.
- Solun (Grčka), od 1984.
- Hanover (Nemačka), od 1987.
- Nanđing (Kina), od 1988.
- Frankfurt (Nemačka), od 1990 .
- Birmingem (Engleska), od 1992.
- Hjuston (SAD), od 1993.
- Travnik (Bosna i Hercegovina), od 2003.
- Adis Abeba (Etiopija), od 2004.
- Herclija (Izrael), od 2010.

## Znamenite ličnosti

### 17. vek
- Gotfrid Vilhelm Lajbnic (1646–1716), filozof, pravnik, matematičar, istoričar i diplomata
- Johan Fridrih Majer (1650–1712), luteranski teolog
- Johan Sebastijan Bah (1685–1750), kompozitor

### 18. vek
- Johan Gotfrid Donati (1706-1782), kompozitor
- Johan Kristijan Bah (1735–1782), kompozitor, najmlađi sin Johana Sebastijana Baha
- Kristijan Gotfrid Kerner (1756–1831), pravnik i pisac
- Fridrih Arnold Brokhaus (1772–1823), izdavač, osnivač Brokhaus enciklopedije
- Karl Gustav Karus (1789–1869), lekar, slikar i filozof

### 19. vek

#### 1801—1850
- Feliks Mendelson (1809–1847), kompozitor, pijanista, orguljaš i dirigent
- Robert Šuman (1810–1856), kompozitor i muzički kritičar
- Rihard Vagner (1813–1883), kompozitor, pozorišni reditelj i dirigent

- Klara Šuman (1819–1896), pijanistkinja i kompozitorka
- Karl Johan Laš (1822-1888), slikar
- Karl Raineke (1824–1910), kompozitor, dirigent i pijanista
- Avgust Bebel (1840–1913), političar, jedan od osnivača Socijaldemokratske partije Nemačke
- Paul Mendelson Bartoldi (1841-1880), hemičar
- Oskar Lenc (1848-1925), istraživač

#### 1851—1900
- Hans Mejer (1858–1929), geograf i planinar, prvi Evropljanin koji se popeo na vrh Kilimandžara
- Karl Libkneht (1871–1919), socijalista i jedan od osnivača Komunističke partije Nemačke
- Karl Fridrih Gerdeler (1884–1945), gradonačelnik Lajpciga, protivnik nacističkog režima
- Maks Bekman (1884–1950), slikar i pisac
- Vilhelm Bekhaus (1884–1969), pijanista
- Valter Ulbriht (1893–1973), komunistički političar, predsednik državnog saveta NDR
- Hans Ajsler (1898–1962), kompozitor

### 20. vek

#### 1901—1950
- Karl Eberhard Šengart (1903–1946), nacista i ratni zločinac, pogubljen u Hamelnu
- Hans Majer (1907–2001), književniik i kritičar
- Martin Broscat (1926–1989), istoričar, upravnik Instituta za savremenu istoriju u Minhenu
- Kurt Mazur (1927–2015), dirigent Gevanthaus orkestra
- Herbert Blumsted, (rođen 1927), dirigent Gevanthaus orkestra
- Rita Vilden, (rođena 1947), atletičarka
- Rut Pfau (1929–2017), monahinja, lekarka, spisateljica

#### 1951—danas
- Rikardo Šaji (rođen 1953), dirigent Gevanthaus orkestra
- Rene Miler (rođen 1959), fudbaler
- Neo Rauh (rođen 1960), slikar
- Zimone Thomala (rođena 1965), glumica
- Kristin Oto (rođena 1966), šestostruka olimpijska pobednica u plivanju, sportska novinarka i TV voditeljka (ZDF)
- Hendrik Durin (1967), glumac
- Til Lindeman (rođen 1963), frontmen Ramštajna

## Literatura
- Leipzig: One Thousand Years of German History. Bach, Luther, Faust: The City of Books and Music Архивирано на веб-сајту  (3. август 2020). By Sebastian Ringel. Berlinica, 2015

## Spoljašnje veze
- Lajpcig на веб-сајту  (језик: енглески)
- „Leipsic”. The American Cyclopædia. 1879.